# Urslawisch
Urslawisch (auch Protoslawisch) ist der hypothetische gemeinsame Vorfahre (die Ursprache) der modernen slawischen Sprachen.
Diese „Ursprache“ ist nicht direkt überliefert. Aus diesem Grund müssen ihre Laute und Wörter durch Methoden der Vergleichenden Sprachwissenschaft erschlossen werden. Nicht belegte Formen werden in der Historischen Linguistik mit einem Sternchen markiert (bspw. *golva für Kopf oder *rǫka für Hand). Viele der Wörter in den modernen slawischen Sprachen stammen durch Lautverschiebungen von diesen „Urwörtern“ ab.

## Geschichte
Das Urslawische entwickelte sich aus dem Indogermanischen. Unter Linguisten ist umstritten, ob es sich direkt von der indogermanischen Ursprache abspaltete, oder ob es zunächst zusammen mit den baltischen Sprachen ein sogenanntes Baltoslawisch bildete. Zu jener Zeit waren die slawischen Stämme (soweit bekannt) schriftlos, und so existieren keine historischen Aufzeichnungen der slawischen Ursprache.
Im Zuge der „slawischen Völkerwanderung“, die im Anschluss an die germanische Völkerwanderung (376–568) stattfand, besiedelten verschiedene slawische Stämme große Teile des Balkans, Ostmitteleuropas und Osteuropas, so dass die urslawische Einheit weitestgehend zerbrach und die Sprache sich in den verschiedenen Gebieten langsam auseinander entwickelte.
Die erste slawische Schriftsprache ist das Altkirchenslawische, das ab dem 9. Jahrhundert schriftlich festgehalten wurde und vermutlich dem Urslawischen noch sehr nahestand.

## Grammatik – Phonologie

### Vokale
Das Urslawische verfügte in seiner Spätphase über elf Vokale, die mit Ausnahme von ь und ъ alle kurz oder lang sein konnten. Sie werden in der Slawistik üblicherweise wie folgt dargestellt: i, ь, e, ę, ě, a, o, ǫ, ъ, y, u.
- ь, ъ – sehr kurze (reduzierte) Vokale oder Halbvokale, vermutlich [ɪ] beziehungsweise [ɯ];
- ę, ǫ – nasale Vorder- und Hinterzungenvokale
- ě – Jat, vermutlich [æː]
- y – vermutlich [ɯː] oder als Diphthong [ɯi]
- Die Existenz silbischer Konsonanten im Urslawischen ist umstritten. Von einigen Sprachwissenschaftlern werden die Gruppen ъl, ьl, ъr, ьr anstelle der silbischen Konsonanten l̥, ĺ̥, r̥, ŕ̥ vorgeschlagen.

### Konsonanten
Die Konsonanten des Urslawischen in seiner Spätphase sind in folgender Tabelle (in der Slawistik üblichen Schreibweise) dargestellt:
|            | bilabial | dental | palatalisiert dental | alveolar | palatalisiert alveolar | palatal | velar |
| ---------- | -------- | ------ | -------------------- | -------- | ---------------------- | ------- | ----- |
| Plosive    | p, b     | t, d   | t’, d’               |          |                        |         | k, g  |
| Affrikaten |          |        | c, ʒ                 |          | č, ǯ                   |         |       |
| Frikative  | v        | s, z   | s’                   |          | š, ž                   |         | x     |
| Nasale     | m        | n      |                      | n’       |                        |         |       |
| Liquida    |          | l      | l’                   | r        | r’                     | j       |       |

- Paarweise Einträge in der Tabelle bezeichnen jeweils den entsprechenden stimmlosen (links) und stimmhaften (rechts) Konsonanten
- c steht für die stimmlose Affrikate [ʦ]
- ʒ steht für die stimmhafte Affrikate [ʣ]
- x steht für den stimmlosen velaren Frikativ [x]
- š, č, ž und ǯ stehen für die Laute [ʃ], [ʧ], [ʒ] und [ʤ]
- ’ steht für das Weichheitszeichen, d. h. für die Palatalisierung des vorangehenden Lautes, im IPA sind palatalisierte Konsonanten durch ein nachfolgendes hochgestelltes j (z. B. /tʲ/) dargestellt.

### Schreibweise
In der Slawistik werden zur Transkription der urslawischen Laute (und Wörter) üblicherweise die oben dargestellten Symbole verwendet und nicht ihre entsprechenden IPA-Symbole.

## Wortschatz
Der Wortschatz des Urslawischen kann teilweise mit Methoden der vergleichenden Sprachwissenschaft anhand später schriftlich festgehaltener slawischer Sprachen sowie überlieferter slawischer Wörter in anderen Sprachen rekonstruiert werden.
In folgender Tabelle sind einige Wörter des Urslawischen zusammen mit Beispielen aus anderen slawischen Sprachen dargestellt. Die kursiv geschriebenen Ausdrücke stellen Transliterationen mit lateinischen Buchstaben dar. Das h steht bei den südslawischen Sprachen (außer Altkirchenslawisch) für den stimmlosen velaren Frikativ [x]. Die kyrillischen Zeichen ь und ъ stehen für die reduzierten Vokale, welche nur im Urslawischen und Altkirchenslawischen vorkommen. In den heutigen slawischen Sprachen sind diese Laute nicht mehr vorhanden. Daher werden die Zeichen ь und ъ in Wörtern heutiger Sprachen transliteriert. So steht das  ’  für das Weichheitszeichen, d. h. für die Palatalisierung des vorangehenden Lautes. Rekonstruierte, nicht belegte Formen werden mit einem vorangestellten Sternchen * markiert.
| Urslawisch | Südslawisch      | Südslawisch                  | Südslawisch              | Südslawisch     | Südslawisch | Ostslawisch      | Ostslawisch     | Ostslawisch     | Westslawisch | Westslawisch        | Westslawisch        | Westslawisch | Westslawisch | Westslawisch | Deutsch   |
| Urslawisch | Altksl.          | Serbokroatisch               | Bulgarisch               | Mazedonisch     | Slowenisch  | Belarussisch     | Russisch        | Ukrainisch      | Kaschubisch  | Niedersorbisch      | Obersorbisch        | Polnisch     | Slowakisch   | Tschechisch  | Deutsch   |
| ---------- | ---------------- | ---------------------------- | ------------------------ | --------------- | ----------- | ---------------- | --------------- | --------------- | ------------ | ------------------- | ------------------- | ------------ | ------------ | ------------ | --------- |
| *golva     | глава / glava    | glava/глава                  | глава (glava)            | глава (glava)   | glava       | галава (halava)  | голова (golova) | голова (holova) | głowa        | głowa               | hłowa               | głowa        | hlava        | hlava        | Kopf      |
| *oko       | око / oko        | oko/око                      | око (oko)                | око (oko)       | oko         | вока (voka)      | око (okо)       | oко             | òkò          | woko                | woko                | oko          | oko          | oko          | Auge      |
| *ucho      | уво / uho        | uho/ухо bzw. uvo/уво         | ухо (uho)                | уво (uvo)       | uho         | вуха (vucha)     | ухо (ucho)      | вухо (vucho)    | ùchò         | wucho               | wucho               | ucho         | ucho         | ucho         | Ohr       |
| *nosъ      | nos / нос        | nos/нос                      | нос (nos)                | нос (nos)       | nos         | нос (nos)        | нoс (nos)       | ніс (nіs)       | nos          | nos                 | nós                 | nos          | nos          | nos          | Nase      |
| *rǫka      | рука / ruka      | ruka/рука                    | ръка (răkа)              | рака (raka)     | roka        | рука (ruka)      | рука (ruka)     | рука (ruka)     | rãka         | ruka                | ruka                | ręka         | ruka         | ruka         | Hand/Arm  |
| *noga      | нога / noga      | noga/нога                    | крак (krak)              | нога (noga)     | noga        | нага (naha)      | нога (noga)     | нога (noha)     | noga         | noga                | noha                | noga         | noha         | noha         | Fuß/Bein  |
| *sr̥dьce    | срце / srce      | srce/срце                    | сърце (sărcе)            | срце (srce)     | srce        | сэрца (sėrca)    | сердце (serdce) | серце (serce)   | serce        | wutšoba             | wutroba             | serce        | srdce        | srdce        | Herz      |
| *mati      | мајка / majka    | majka, mati/мајка, мати      | майка (majka)            | мајка (majka)   | mati        | маці (maci)      | мать (mat’)     | мати (maty)     | matka        | maś                 | mać                 | matka        | matka        | matka        | Mutter    |
| *otьcь     | отац / otac      | otac/отац                    | татко/баща (tatko/baštа) | татко (tatko)   | oče         | бацька (bac’ka)  | отец (otec)     | батько (bat’ko) | òjc          | nan (hochspr. wóśc) | nan (hochspr. wótc) | ojciec       | otec         | otec         | Vater     |
| *sestra    | сестра / sestra  | sestra/сестрa                | сестрa (sestra)          | сестра (sestrа) | sestra      | сястра (sjastra) | сестра (sestra) | сестра (sestra) | sostra       | sotša               | sotra               | siostra      | sestra       | sestra       | Schwester |
| *bratrъ    | брат / brat      | brat/брат                    | брaт (brat)              | брат (brat)     | brat        | брат (brat)      | брат (brat)     | брат (brat)     | brat         | bratš               | bratr               | brat         | brat         | bratr        | Bruder    |
| *dъkti     | ћерка / (k)ćerka | kći/кћи bzw. kćerka/(к)ћерка | дъщеря (dăšterjа)        | ќерка (ḱerka)   | hči         | дачка (dačka)    | дочь (doč’ )    | дочка (dočka)   | córka        | źowka               | dźowka              | córka        | dcéra        | dcera        | Tochter   |
| *synъ      | син / sin        | sin/син                      | син (sin)                | син (sin)       | sin         | сын (syn)        | сын (syn)       | син (syn)       | syn          | syn                 | syn                 | syn          | syn          | syn          | Sohn      |